# الحركة الوطنية العراقية
'الحركة الوطنية العراقية كانت ائتلافًا سياسيًا عراقيًا تم تشكيله للتنافس في انتخابات البرلمان العراقي 2010 من قبل نائب الرئيس العراقي طارق الهاشمي من قائمة "التجديد"، والائتلاف الوطني العراقي بقيادة رئيس الوزراء السابق إياد علاوي وجبهة الحوار الوطني بقيادة صالح المطلك. ضمت القائمة قادة من الشيعة (مثل إياد علاوي) والسنة (مثل صالح المطلك والهاشمي) وأعلنت عن نفسها كحركة علمانية وغير طائفية.
حصلت القائمة العراقية على 2,849,612 صوتًا (24.7%) وحازت على 91 مقعدًا، مما جعلها أكبر قائمة في الانتخابات، متفوقة على ائتلاف دولة القانون بقيادة نوري المالكي الذي حصل على 89 مقعدًا و2,792,083 صوتًا (24.2%).

## الانتخابات البرلمانية لعام 2010
تكون الائتلاف من الأحزاب التالية:
- الائتلاف الوطني العراقي – بقيادة إياد علاوي
- الجبهة العراقية للحوار الوطني – بقيادة صالح المطلك لكن بسبب حظره، قاد الانتخابات شقيقه إبراهيم المطلك
- قائمة التجديد – بقيادة نائب الرئيس طارق الهاشمي
- الجبهة العراقية التركمانية – بقيادة [[سعد الدين محمد أمين]]
- حركة الحدباء – بقيادة محافظ نينوى أثيل النجيفي ولكن في الانتخابات قادها شقيقه أسامة النجيفي
- [[الحركة الوطنية للإصلاح والتنمية (العراق)|الحركة الوطنية للإصلاح والتنمية]] – بقيادة جمال الكربولي
- حزب العراقيون – بقيادة الرئيس السابق غازي مشعل عجيل الياور
- التجمع الوطني المستقبلي – بقيادة نائب رئيس مجلس الوزراء رافع العيساوي
- التجمع العربي العراقي – بقيادة عبد الكريم العبطان الجبوري
- تجمع الديمقراطيين المستقلين – بقيادة عدنان الباجه جي
- عدد من المستقلين

## النتائج

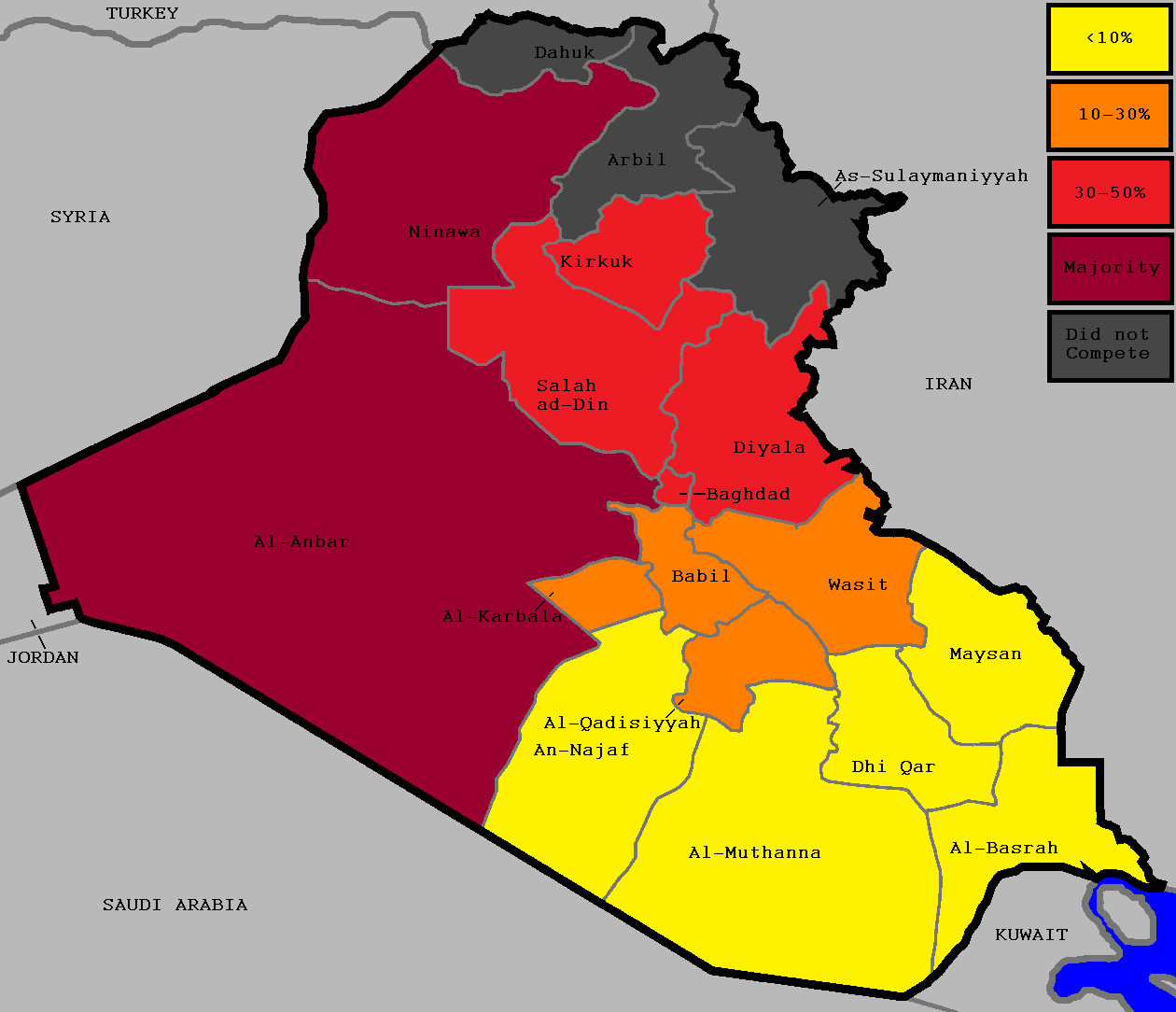
أداء القائمة العراقية في الانتخابات العراقية 2010 حسب المحافظات

| المحافظة          | الأصوات   | النسبة المئوية | المقاعد الفائزة | إجمالي المقاعد |
| ----------------- | --------- | -------------- | --------------- | -------------- |
| الأنبار           | 294,420   | 62.3%          | 11              | 14             |
| بابل              | 104,746   | 17.9%          | 3               | 16             |
| بغداد             | 841,755   | 33.1%          | 24              | 68             |
| البصرة            | 75,387    | 9.3%           | 3               | 24             |
| ذي قار            | 43,706    | 7.6%           | 1               | 18             |
| ديالى             | 245,025   | 48.7%          | 8               | 13             |
| كربلاء            | 36,061    | 10.8%          | 1               | 10             |
| كركوك             | 211,675   | 38.0%          | 6               | 12             |
| ميسان             | 15,913    | 5.8%           | 0               | 10             |
| المثنى            | 17,712    | 7.7%           | 0               | 7              |
| النجف             | 29,652    | 7.2%           | 0               | 12             |
| نينوى             | 593,936   | 56.3%          | 20              | 31             |
| القادسية          | 55,030    | 14.7%          | 2               | 11             |
| صلاح الدين        | 233,591   | 47.8%          | 8               | 12             |
| واسط              | 51,003    | 13.5%          | 2               | 11             |
| المقاعد التعويضية |           |                | 2               | 7              |
| الإجمالي:         | 2,849,612 | 24.8%          | 91              | 325            |

| الحزب                           | المقاعد |
| ------------------------------- | ------- |
| حركة الوفاق الوطني العراقي      | 28      |
| الجبهة العراقية للحوار الوطني   | 16      |
| الحركة الوطنية للإصلاح والتنمية | 13      |
| حزب الحدباء                     | 9       |
| التجمع الوطني المستقبلي         | 8       |
| قائمة التجديد                   | 7       |
| حزب العراقيون                   | 6       |
| الجبهة التركمانية العراقية      | 3       |
| التجمع العربي العراقي           | 1       |

## ما بعد الانتخابات
بعد الانتخابات، تعرضت القائمة العراقية لانقسامات سياسية داخلية. في مارس 2011، انسحب 8 نواب لتشكيل الكتلة الوطنية البيضاء. بعد ذلك، أعلن 20 عضوًا من "الحركة الوطنية العراقية" عن تشكيل حزب جديد داخل القائمة تحت اسم "شباب العراق"، برئاسة طلال الزوبعي. وفي أبريل 2011، انسحب 5 نواب آخرين لتأسيس حزب "العراقية الحرة".
تعود أسباب هذه الانقسامات إلى عدة عوامل، منها احتكار بعض أعضاء القائمة للسلطة، مما أغضب العديد من الأعضاء العاديين، بالإضافة إلى غياب سياسة وأيديولوجيا واضحة للقائمة. أدى ذلك إلى شائعات عن احتمالية تشكيل تحالف انتخابي مع ائتلاف دولة القانون في انتخابات مجالس المحافظات العراقية 2013، رغم أن بعض أعضاء "الحركة الوطنية العراقية" اعتبروا هذه الشائعات محاولات من أطراف أخرى لتقويض القائمة.